# Saison 6 de Pretty Little Liars
Chronologie
Saison 5 Saison 7
Cet article présente le guide des épisodes de la sixième saison de la série télévisée américaine Pretty Little Liars.

## Généralités
- A c'est la jumelle cachée de Spencer. Leur mère est la jumelle de Mrs DiLaurentis et Mr Hastings est leur père. Mais A est aussi CeCe Drake alias Charlotte / Charles DiLaurentis qui est la fille transgenre de la jumelle de Mrs DiLaurentis et Ted le pasteur.

La première partie de la saison a été diffusée entre 2 juin 2015 et le 11 août 2015 sur ABC Family. Un épisode hors-série a été diffusé le 24 novembre 2015, toujours sur ABC Family. À la suite du changement de nom de la chaîne, la deuxième partie a été diffusée sur Freeform entre le 12 janvier 2016 et le 15 mars 2016.
- Au Canada, elle a été diffusée en simultanée sur M3.
- En France, la saison a été diffusée sur Orange Max. La première partie a été diffusée entre le 30 janvier 2016 et le 27 février 2016. L'épisode spécial a été inclut dans la deuxième partie diffusée entre le 25 juin 2016 et le 30 juillet 2016. Elle a ensuite été rediffusée intégralement sur Elle Girl qui la diffuse aussi en Belgique et en Suisse.
- Au Québec, elle a été diffusée intégralement entre le 15 septembre 2016 et le 26 janvier 2017 sur VRAK.TV.

## Distribution de la saison

### Acteurs principaux
- Troian Bellisario (VF : Sandra Valentin) : Spencer Hastings
- Ashley Benson (VF : Karine Foviau) : Hanna Marin
- Tyler Blackburn (VF : Stanislas Forlani) : Caleb Rivers
- Lucy Hale (VF : Élisabeth Ventura) : Aria Montgomery
- Ian Harding (VF : Thomas Roditi) : Ezra Fitz
- Laura Leighton (VF : Danièle Douet) : Ashley Marin
- Shay Mitchell (VF : Ingrid Donnadieu) : Emily Fields
- Janel Parrish (VF : Geneviève Doang) : Mona Vanderwaal
- Sasha Pieterse (VF : Cécile Nodie) : Alison DiLaurentis

### Acteurs récurrent
- Keegan Allen (VF : Hervé Rey) : Toby Cavanaugh
- Drew Van Acker (VF : Emmanuel Garijo) : Jason DiLaurentis
- Roma Maffia (VF : Frédérique Cantrel) : Linda Tanner
- Brandon W. Jones (en) (VF : Nicolas Bacon) : Andrew Campbell
- Lesley Fera (VF : Céline Monsarrat) : Veronica Hastings
- Nolan North (VF : Georges Caudron) : Peter Hastings
- Torrey DeVitto (VF : Véronique Desmadryl) : Melissa Hastings
- Titus Makin Jr. (VF : Eilias Changuel) : Clark Wilkins
- Dre Davis (VF : Zina Khakhoulia) : Sara Harvey[1]
- Travis Winfrey (en) (VF : Diouc Koma) : Lorenzo Calderon
- Jim Abele (VF : Pierre-François Pistorio) : Kenneth DiLaurentis
- Huw Collins : Dr Elliot Rollins[2]
- David Coussins : Jordan Hobart[3]
- Kara Royster : Yvonne Phillips[4]

### Invités spéciaux
- Holly Marie Combs (VF : Vanina Pradier) : Ella Montgomery
- Chad Lowe (VF : Patrick Mancini) : Byron Montgomery
- Cody Christian (VF : Olivier Martret) : Mike Montgomery

### Invités
- Bryce Johnson (VF : Alexandre Gillet) : Darren Wilden
- Andrea Parker (VF : Françoise Rigal) : Jessica DiLaurentis
- Jim Titus (en) (VF : Daniel Lobé) : Barry Maple
- Elizabeth Sarah McLaughlin (en) : Lesli Stone
- Annabeth Gish (VF : Odile Cohen) : Dr Anne Sullivan
- Nia Peeples (VF : Odile Schmitt) : Pam Fields
- Nathaniel Buzolic (VF : Nathanel Alimi) : Dean Stavros
- Lulu Brud Zsebe : Sabrina
- Rumer Willis (VF : Ariane Aggiage) : Zoe
- Caleb Lane : Rhys Matthews
- Isabella Rice (en) (VF : Cécile Nodie) : Alison DiLaurentis (jeune)
- Vanessa Ray (VF : Julia Vaidis-Bogard) : CeCe Drake/Charlotte DiLaurentis

## Épisodes

### Épisode 1:Les jeux sont faits
- États-Unis : 2 juin 2015 sur ABC Family
- France : 30 janvier 2016 sur OCS Max
- Québec : 15 septembre 2016 sur VRAK[5]

Quelques instants après là où la saison cinq s'est arrêtée, Aria, Emily, Hanna, Spencer et Mona sont piégées à l'extérieur de la maison de poupées de Charles, avec nulle part où aller, et devant affronter la colère de leur bourreau. Juste quand les Menteuses pensaient que Charles ne pouvait pas faire pire, ses jeux prennent une tournure encore plus démente et plus sombre. Pendant que les filles se battent pour survivre, le puzzle de l'histoire de Charles commence à s'assembler.

### Épisode 2:Chants de l'innocence
- États-Unis : 9 juin 2015 sur ABC Family
- France : 30 janvier 2016 sur OCS Max
- Québec : 22 septembre 2016 sur VRAK

Ezra, Toby et Caleb ont trouvé une piste sur l'endroit où les Liars sont retenues prisonnières, avec l'aide d'Alison ils partent à leur recherche et trouve le bunker. Malgré le fait qu'Aria, Emily, Hanna et Spencer soient sorties de la maison de poupées de Charles, ce qui leur est arrivé durant leur captivité a des effets secondaires. Avec leurs familles à leur côté, les Liars sont désormais de retour à Rosewood. Elles essayent de guérir de cette cruelle expérience, sans grand succès. Même avec leur possible harceleur, Andrew, mis en garde-à-vue, Aria, Emily, Hanna et Spencer ont peur de ne pas encore être en sécurité.

### Épisode 3:Chants de l'expérience
- États-Unis : 16 juin 2015 sur ABC Family
- France : 6 février 2016 sur OCS Max
- Québec : 29 septembre 2016 sur VRAK

### Épisode 4:Retour à la case départ
- États-Unis : 23 juin 2015 sur ABC Family
- France : 6 février 2016 sur OCS Max
- Québec : 6 octobre 2016 sur VRAK

### Épisode 5:Ce n'est pas un ange
- États-Unis : 30 juin 2015 sur ABC Family
- France : 13 février 2016 sur OCS Max
- Québec : 13 octobre 2016 sur VRAK

Maddie Ziegler

### Épisode 6:Partir loin, loin, loin?
- États-Unis : 14 juillet 2015 sur ABC Family
- France : 13 février 2016 sur OCS Max
- Québec : 20 octobre 2016 sur VRAK

### Épisode 7:Ô mon frère, où es-tu?
- États-Unis : 21 juillet 2015 sur ABC Family
- France : 20 février 2016 sur OCS Max
- Québec : 27 octobre 2016 sur VRAK

Les émotions sont mitigées chez les DiLaurentis lorsque Charles décide de rentrer chez lui pour fêter son anniversaire. M. DiLaurentis veut quitter la ville de Rosewood rapidement pour cacher Alison et Jason de leur frère, alors que Jason voit ça comme une opportunité de vérifier si tous les souvenirs d'enfance qu'il a de "Charlie" sont réels. Les filles sont tout autant divisées : alors que Spencer et Hanna voient ça comme la meilleure chance qu'elles ont de capturer Charles, Emily et Aria veulent rester le plus loin possible de toute cette histoire. 
Pendant ce temps, Mona veut mettre de la distance entre elle et Mike, cède et l'embrasse.
Jason se rend au rendez-vous de Charles et espère pouvoir le convaincre de se rendre à la police et de rattraper le temps perdu. Mais il est devancé par la police et les filles, qui tentent de capturer "A". Charles s'enfuit, et croit que Jason l'a trahi. "A" laisse un enregistrement de Jason, Alison et lui lorsqu'ils étaient enfants, accompagné d'un message "I just wAnted trust you" ("je voulais juste te croire").
Hanna se méfie de l'origine de sa bourse, car l'argent provient indirectement de la mère d'Alison.

### Épisode 8:Exposées
- États-Unis : 28 juillet 2015 sur ABC Family
- France : 20 février 2016 sur OCS Max
- Québec : 3 novembre 2016 sur VRAK

### Épisode 9:La Dernière danse
- États-Unis : 4 août 2015 sur ABC Family
- France : 27 février 2016 sur OCS Max
- Québec : 10 novembre 2016 sur VRAK

Spencer dit avoir passé 2 ans sur le discours alors que dans la VO elle en a passé 2 semaines.

### Épisode 10:Charles, y es-tu?
- États-Unis : 11 août 2015 sur ABC Family
- France : 27 février 2016 sur OCS Max
- Québec : 17 novembre 2016 sur VRAK

Les Liars se retrouvent coincées dans une salle futuriste connectée à une chambre de Radley dans laquelle Alison est prise en otage par A. Quand A se retourne, il nous est révélé que Cece Drake s'avère être Charles Dilaurentis alias Charlotte, le grand frère abandonné jeune à Radley. On apprend que Red Coat et Black Widow sont une seule et même personne : Sara Harvey. Mona a tué Bethany en pensant que c'était Alison et Cece a frappé Ali pensant que c'était Bethany pour se venger de cette dernière qui l'avait accusé d'avoir poussé Marion Cavanaugh à sa place. Cece raconte tout depuis le début à Alison : comment elle est devenue A, pourquoi elle s'est vengée des filles. Cece a volé le jeu de Mona quand celle-ci a été internée à Radley, Cece y était encore à ce moment-là.
À la fin, Cece décide de se rendre et se fera donc interner.
Trois mois plus tard, on retrouve les filles devant chez Alison pour se dire au revoir avant qu'elles partent à la fac. 
Alison est la seule qui décide de rester à Rosewood afin de s'occuper, avec Jason, de leur grande sœur internée et afin de lui donner la famille qu'elle n'a jamais eu. 
- Final de la saison estivale[16].
- L'identité de "A" (alias Charles) est révélée dans cet épisode[17].

### Épisode 10.5:Pretty Little Liars: 5 ans plus tard
- États-Unis : 24 novembre 2015 sur ABC Family
- France : 25 juin 2016 sur OCS Max

### Épisode 11:Retour à Rosewood
- États-Unis : 12 janvier 2016[19] sur Freeform
- France : 2 juillet 2016 sur OCS Max
- Québec : 24 novembre 2016 sur VRAK

Cinq ans séparent le final de mi-saison et la reprise hivernale. Les filles auront donc 24 ans.

### Épisode 12:La Toile de Charlotte
- États-Unis : 19 janvier 2016 sur Freeform
- France : 2 juillet 2016 sur OCS Max
- Québec : 1er décembre 2016 sur VRAK

### Épisode 13:Les Gants
- États-Unis : 26 janvier 2016 sur Freeform
- France : 9 juillet 2016 sur OCS Max
- Québec : 8 décembre 2016 sur VRAK

La panique saisie les Liars lorsque les enquêtes de la police se tournent vers Radley. pour sauver le travail de sa mère, Hanna invente un alibi avec l'aide de son vieil ami de lycée, Lucas, mais quand l'interrogation commence, elle commence à se rendre compte que la police est beaucoup plus intelligente qu'elle ne pensait. Aria croit que le nouveau livre d'Ezra a le potentiel pour devenir un nouveau best-seller et envoie les deux premiers chapitres à son patron sans dire que c'est Ezra qui en est l'auteur. Quand elle obtient une réponse positive, elle décide de commencer à écrire le reste du livre d'Ezra et de le faire passer comme le sien. Spencer révèle à Hanna qu'elle a des sentiments pour Caleb, apparemment non dérangée par ces nouvelles, Hanna l'encourage de découvrir s'il en est de même pour Caleb. Pam découvre la vérité sur les études d'Emily et, blessée, elle dit à Emily qu'elle n'aurait jamais dû traverser une épreuve aussi difficile dans sa vie sans lui en avoir parlé. Hanna voit Emily prendre des médicaments et, après le lui avoir demandé, Emily raconte toute la vérité, révélant ainsi qu'elle est fauchée et qu'elle doit vendre ses ovules pour de l'argent. Plus tard, il est révélé que durant la nuit à Radley (dans l'épisode 10), après qu'Emily ai donné un coup de poing à Sara, Sara avait essayé de se relever en mettant malencontreusement ses mains sur un bloc électrique, blessant sévèrement ses mains. En attendant, Melissa et Spencer aident leur maman avec sa campagne politique, mais quand Melissa reçoit un message parlant d'une vidéo de sécurité, elle commence à craindre qu'il s'agit de la vidéo qu'elle avait envoyé à Spencer parlant ce qui est arrivé à Bethany Young. Elle craint donc que cette vidéo puisse être arrivée entre de mauvaises mains. Comme Spencer sait que la vidéo est en fait la séquence de sécurité de Radley, les filles réclament des réponses au près d'Ezra. Mais, furieux, il refuse de parler. Spencer rentre à la maison et Caleb la console révélant enfin ses sentiments à cette dernière qu'il s'empresse d'embrasser.

### Épisode 14:Vous avez un message
- États-Unis : 2 février 2016 sur Freeform
- France : 9 juillet 2016 sur OCS Max
- Québec : 15 décembre 2016 sur VRAK

### Épisode 15:Ne pas déranger
- États-Unis : 9 février 2016 sur Freeform
- France : 16 juillet 2016 sur OCS Max
- Québec : 22 décembre 2016 sur VRAK

### Épisode 16:Là où quelqu'un m'attend
- États-Unis : 16 février 2016 sur Freeform
- France : 16 juillet 2016 sur OCS Max
- Québec : 12 janvier 2017 sur VRAK[26]

### Épisode 17:On a tous des valises
- États-Unis : 23 février 2016 sur Freeform
- France : 23 juillet 2016 sur OCS Max
- Québec : 19 janvier 2017 sur VRAK

### Épisode 18:On ne joue pas avec le feu
- États-Unis : 1er mars 2016 sur Freeform
- France : 23 juillet 2016 sur OCS Max
- Québec : 26 janvier 2017 sur VRAK

### Épisode 19:Des ex bien utiles
- États-Unis : 8 mars 2016 sur Freeform
- France : 30 juillet 2016 sur OCS Max
- Québec : 2 février 2017 sur VRAK

### Épisode 20:Taisez-vous, douces menteuses
- États-Unis : 15 mars 2016 sur Freeform
- France : 30 juillet 2016 sur OCS Max
- Québec : 9 février 2017 sur VRAK